# إدي بريت (سياسي)
إدي بريت هو سياسي أسترالي، ولد في 11 نوفمبر 1926، وتوفي في 6 ديسمبر 2013 في سيدني في أستراليا. نشط حزبياً في حزب العمال الأسترالي. وقد انتخب عضو الجمعية التشريعية لنيو ساوث ويلز ‏.